# Andriej Pruczkowski
Andriej Aleksandrowicz Pruczkowski, ros. Андрей Александрович Пручковский (ur. 21 lipca 1975) – kazachski hokeista, reprezentant Kazachstanu.

## Kariera
- Torpedo Ust-Kamienogorsk (1992-1993, 1994-1997)
- STS Sanok (1998-1999)
- Amur Chabarowsk (1999-)
- Jenbiek Ałmaty
- Barys Astana (2001, 2003)

Występował w kazachskim klubie Torpedo, a także w polskiej drużynie z Sanoka w sezonie 1998/1999 (wraz z niem jego rodak Siergiej Antipow). Od 1999 występował w rosyjskim klubie Amur Chabarowsk. Grał także w innych kazachskich zespołach, w Torpedo 2, Jenbiek Ałmaty, po 2000 grał w Barysie Astana.
W juniorskiej kadrze Kazachstanu uczestniczył w turniejach mistrzostw Azji juniorów do lat 18 edycji 1993, mistrzostw świata juniorów do lat 20 edycji 1995 (Grupa C). Wystąpił w turnieju zimowej uniwersjady edycji 1995. W barwach seniorskiej kadry uczestniczył w turnieju mistrzostw świata edycji 1996 (Grupa C). Brał także udział w eliminacjach na turniej zimowych igrzysk olimpijskich 1998.

## Sukcesy
Reprezentacyjne
- Złoty medal zimowej uniwersjady: 1995
- Awans do mistrzostw świata Grupy B: 1996

Klubowe
- Złoty medal mistrzostw Kazachstanu: 1993, 1995, 1996, 1997 z Torpedo